# Plectrone viridipurpurea
Plectrone viridipurpurea är en skalbaggsart som beskrevs av Devecis 2009. Plectrone viridipurpurea ingår i släktet Plectrone och familjen Cetoniidae. Inga underarter finns listade i Catalogue of Life.